# Radio Uylenspiegel
Radio Uylenspiegel is een tweetalige Noord-Franse vrije radiozender die 'De stem van Vlaanderen' als leus heeft. Het radiostation zendt uit op de frequentie 91.8 FM met een zendvermogen van 500 watt. Er wordt zowel Frans als het plaatselijke Vlaamse dialect gesproken. Alles wordt geregeld door een ploeg van vrijwilligers en vaste medewerkers. Hun zendmast is gevestigd op de Kasselberg en hun zendbereik omvat de zone Hazebroek, Kassel, Duinkerke, Sint-Omaars en de Rijselpoort (Ieper). Radio Uylenspiegel draagt de naam van de Vlaamse fictieve volksheld Tijl Uilenspiegel. Het Vlaamse karakter richt zich tot de Frans-Vlamingen en de Vlamingen van de Westhoek. Ze wil het Vlaamse karakter van de Franse Westhoek promoten en behouden. Er wordt een breed gamma aan muziek gedraaid, variërend van oude traditionele muziek, metal, blues en electro tot accordeonmuziek. Daarnaast zijn er ook nog culturele programma's.

## Geschiedenis
De Belgische staat had na de Tweede Wereldoorlog een staatsmonopolie op de radio ingevoerd. Voorstanders van de vrije radio begonnen met piratenzenders op zee. Deze zenders waren illegaal en de regering probeerde hen uit de ether te krijgen. Eind jaren zeventig hadden de eens zo populaire zeezenders hun beste tijd gehad en in 1978 begonnen de eerste piratenzenders aan land. Pioniers waren Eau noire in Wallonië en Radio Uylenspiegel die werkt vanuit Noord-Frankrijk.
Radio Uylenspiegel begon op 1 januari 1978 te Kassel, ze beschikten over twee accu's, kabels, korte metalen antennes, een draagbare bandrecorder en een radiozender die ongeveer de grootte had van een schoenendoos. Ze drongen op een zondagnamiddag de kerk van Kassel binnen, om 15 uur begon de uitzending het Vlaamse kinderliedje “Jan mynen man” en eindigde om 16 uur het “Reuzelied”. De kleine radiozender had enkele tientallen kilometers bereik, luisteraars uit Steenvoorde, Hazebroek, Sint-Mariakappel, Sint-Silvesterkappel, Zerkel, en Boeschepe ontvingen het signaal. De radiozender heeft een Vlaams karakter, de programma's willen de Vlaamse taal en cultuur verdedigen en behouden in Frans-Vlaanderen. Traditionele Vlaamse muziek en geliefde liedjes werd de ether ingestuurd.
Medewerker Pascal Vanbremeersch was de dag na de uitzending meegenomen door de rijkswacht voor ondervraging. Op 15 januari '78 is de radio in beslag genomen geweest evenals de 28ste mei. Begin jaren tachtig kreeg Uylenspiegel bij de liberalisering van de FM-frequenties uiteindelijk toelating om uitzenden.